# Deborah Estrin
Deborah Estrin (6 de desembre de 1959) és una professora d'informàtica a Cornell Tech. És cofundadora de l'organització sense ànim de lucre Open mHealth.

## Carrera
Estrin era professora d'informàtica i directora fundadora del Center for Embedded Networked Sensing (CENS) de la Universitat de Califòrnia.
L'any 2003, la Popular Science la va nomenar una de les seves "Brilliant 10" d'aquell any.
Al 2007, Estrin va ser elegida sòcia de l'Acadèmia Americana de les Arts i les Ciències i l'any 2009 va ser inclosa en l'Acadèmia Nacional d'Enginyeria. És sòcia de l'Association for Computing Machinery i de l'IEEE.
Deborah Estrin va rebre el grau d'honoris causa de l'ÉPFL el 2008 durant la cerimònia mestra. També va rebre un grau honorari de doctorat de la Universitat de Uppsala, Suècia en 2011.
Al 2012, Cornell Tech va anunciar que Estrin seria la primera acadèmica contractada per al campus d'alta tecnologia a Nova York.
És filla de Gerald Estrin, també professor d'informàtica de la UCLA, i de Thelma Estrin, enginyera i científica informàtica també de la UCLA. És la germana de Judith Estrin.

## Premis
- 2011: Doctora Honoris causa per la Universitat d'Uppsala, a Suècia
- 2009: Acadèmia Nacional d'Enginyeria
- 2008: Doctora Honoris causa a l'École Polytechnique Féderale de Lausanne
- 1987: premi d'investigadors joves de la Fundació Nacional de Ciència dels Estats Units.